# Font de la Margarideta
La Font de la Margarideta és una font del municipi de Ribes de Freser (Ripollès) inclosa en l'Inventari del Patrimoni Arquitectònic de Catalunya.

## Descripció
La font és feta de pedra del país. "S'ha procurat un conjunt adient, que a la vegada que serveixi per a apuntalar el marge, ofereixi seient als visitants, convidant a la contemplació i dolç repòs. La Margarideta, ha estat simbolitzada amb una noieta, com recordant-nos la Guida de la rondalla lírica Hänsel und Gretel, trasplantada per en Maragall. "L'escolament de l'aigua, serà tot vist i en forma que el soroll i el moviment d'aquesta, resultin elements a sumar l'encís del lloc".